# Euro NCAP
L'European New Car Assessment Programme (Euro NCAP), in italiano "Programma europeo di valutazione dei nuovi modelli di automobili", si occupa di definire le modalità di valutazione della sicurezza passiva delle automobili nuove tramite l'introduzione e l'uso di specifici protocolli di prova, in modo tale da offrire al consumatore informazioni armonizzate. Dal 2009 ha iniziato a occuparsi anche della sicurezza attiva dei veicoli.
In altra nazioni o continenti sono presenti programmi analoghi, come l'originale NCAP istituito dall'NHTSA americano o il C-NCAP cinese, ma esistono anche enti che effettuano queste valutazioni, come la IIHS sempre americano.

## Il contesto

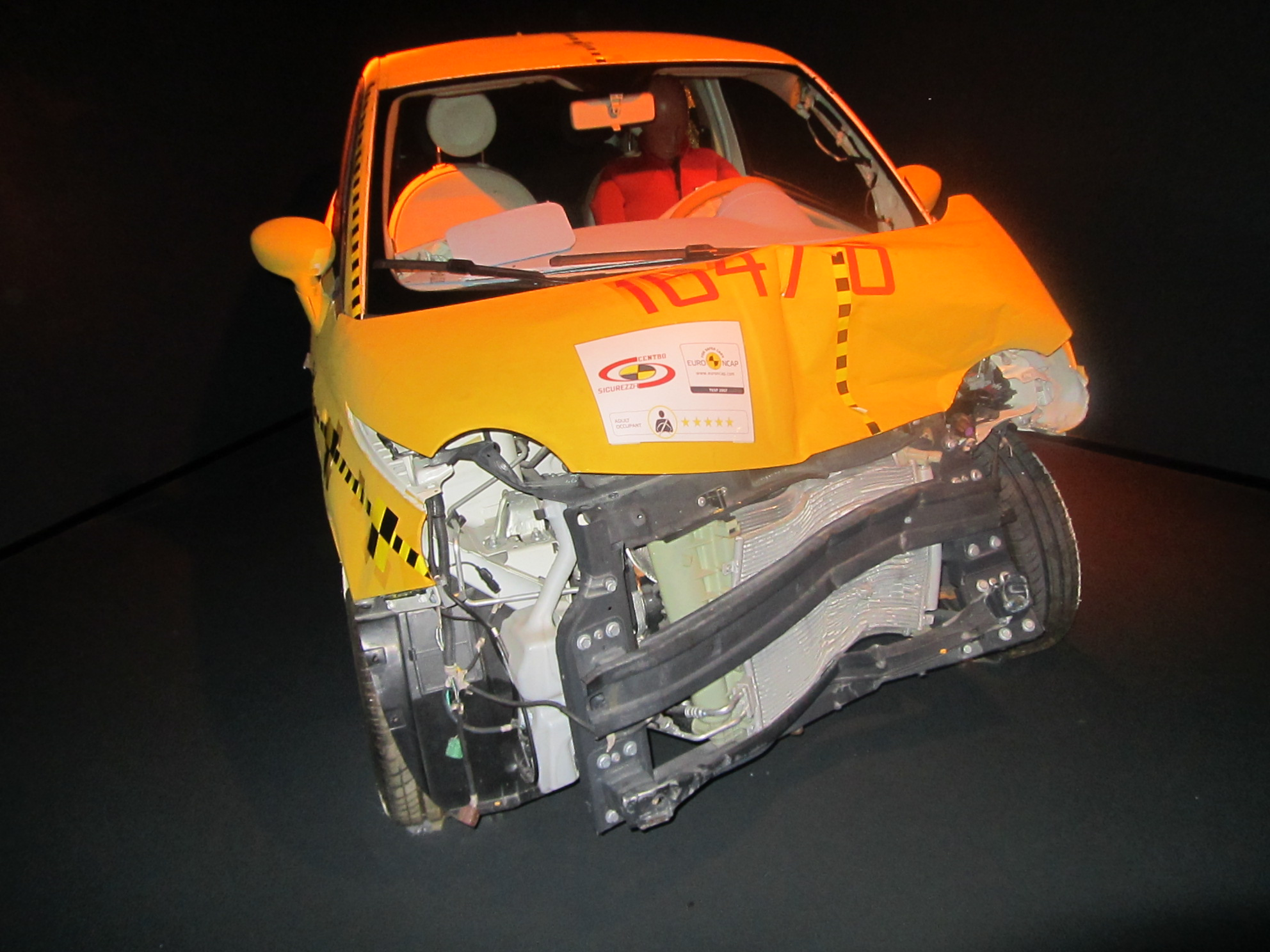
Una Fiat 500 del 2007 sottoposta al crash test Euro NCAP, in un'esposizione al museo dell'automobile di Torino

È stato fondato nel 1997 ed è sostenuto dall'Unione europea. Euro NCAP pubblica i rapporti di sicurezza automobilistica sugli autoveicoli e assegna loro una valutazione, in base alle risultanze di una serie di test d'urto: frontali, laterali, contro un palo e contro persone.
A bordo dell'auto da esaminare vengono posti dei manichini dotati delle migliori tecnologie atte a simulare gli effetti sul corpo umano degli impatti subiti. Il costo di ciascuno di questi automi, che simulano sia gli occupanti adulti sia quelli di giovane età, viene stimato in 280000 €.
Nel corso degli anni, le automobili prodotte in Europa sono diventate molto più sicure grazie anche ai test di Euro NCAP, condizionando il mercato dell'auto. La prima vettura che è riuscita a ottenere la massima valutazione delle cinque stelle è stata la Renault Laguna nel 2001, risultato comunque subito raggiunto da quasi tutte le altre case automobilistiche europee.
Alla fine del 2008 le 5 stelle in sicurezza adulti erano pressoché uno standard comune fra le auto prodotte dalle case automobilistiche, anche se ancora ci sono auto che non riescono a totalizzare buoni risultati, soprattutto i modelli asiatici (escluse molte giapponesi), ma anche in Europa ci sono casi discutibili, come quello della Dacia Sandero che, pur essendo uscita nel 2008, ha totalizzato solo 3 stelle in sicurezza. Un altro caso è quello della Lancia Ypsilon che, nel 2015, ha ottenuto 2 stelle. Sul fronte pedoni le cose per molti anni non sono andate bene, infatti pochissime auto hanno raggiunto 3 stelle su un massimo di 4. Nel proprio sito la Euro NCAP propone anche una tabella che mostra su quali paesi ogni modello ha in dotazione l'ESP di serie, in quali è un optional e in quali non è previsto.

## Metodi di valutazione

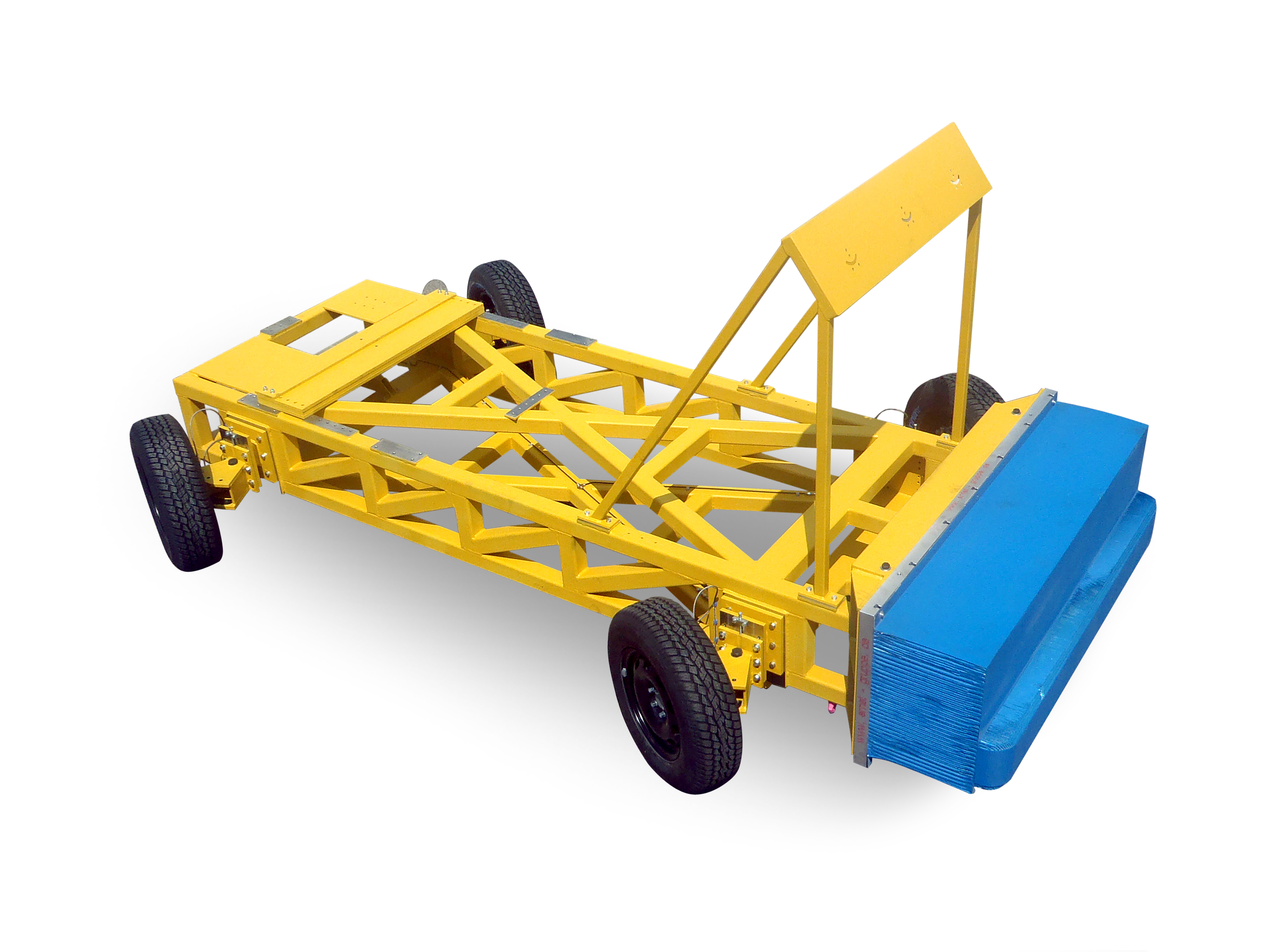
Un ariete, o barriera mobile, utilizzata durante i crash test laterali

Euro NCAP ha tre sistemi di valutazione distinti espressi in stelle di diverso colore, e un quarto metodo di valutazione, espresso in punti, per il colpo di frusta dovuto a un tamponamento posteriore (introdotto in via sperimentale negli ultimi test di novembre 2008 e in vigore ufficialmente dal 1º gennaio 2009). Sebbene il test "adulti", "bambini" e "pedoni" siano espressi in stelle, la valutazione viene affiancata anche da un punteggio in cifre. Il test di ogni modello richiede diverse analisi, studi e simulazioni sia virtuali sia fisiche che comportano la distruzione e lo stress di diversi veicoli. L'analisi completa di un singolo modello richiede diverse ore di studi, calcoli automatici e valutazioni fisiche da parte dei tecnici dei laboratori. I test in officina sono affiancati anche da test e simulazioni all'aperto nelle diverse sedi dell'organizzazione e nei partner esterni a essi affiliati; un tipico esempio di sito per test su strada è rappresentato dal Centro Sperimentale Balocco. Sempre più ore sono dedicate alla sicurezza attiva dei veicoli e ai sistemi elettronici che affiancano le tradizionali soluzioni di sicurezza passiva dei veicoli stessi.
I danni subiti dai manichini vengono espressi con un metodo contenente cinque livelli di valutazione identificati da colori diversi:
| verde = buono         |
| giallo = adeguato     |
| arancione = marginale |
| marrone = rilevante   |
| rosso = grave         |

### Valutazione sicurezza adulti
La valutazione viene misurata da due manichini posti nei sedili anteriori (conducente e passeggero) durante i crash test, ed è espressa in stelle (da 0 a 5) gialle, e da un punteggio in cifre (da 0 a 40). La valutazione viene calcolata sommando i vari punteggi dei vari test: frontale (max 16 pt), laterale (max 16 pt), palo (max 2 pt) e il promemoria cinture (3 punti).
Dal 2009 per avere le 5 stelle in "sicurezza adulti" era necessario avere l'ESP di serie su gran parte della gamma (3 pt), difatti la EuroNCAP valuta anche i cosiddetti sistemi di sicurezza attiva, oltre ai normali sistemi di sicurezza passiva di cui ha tenuto conto finora. Comunque, dal 2014 l'ESP è diventato obbligatorio per tutte le vetture in commercio.

### Valutazione sicurezza bambini
La sicurezza dei bambini a bordo viene valutata durante i test di urto frontale e laterale. I posti posteriori durante il test di impatto sono riservati ai bambini (come consigliato dalle case automobilistiche): qui vengono posti dei manichini delle dimensioni di un bambino di età compresa fra un anno e mezzo e tre anni. Questo test ha portato le case automobilistiche a considerare sempre di più lo standard di sicurezza ISOFIX, ma anche a limitare elementi pericolosi all'interno dell'abitacolo in caso di incidente.
La sicurezza dell'auto nei confronti dei bambini viene espressa in stelle azzurre (da 0 a 5). Il test tiene conto sia di bambini da 1,5 a 3 anni, sia di ragazzi con meno di 18 anni.

### Valutazione sicurezza pedoni
La valutazione per la sicurezza dei pedoni viene anch'essa espressa sia in stelle di colore verde (da 0 a 4) sia in numero. Inoltre viene anche raffigurata una mappatura del frontale della vettura divisa in celle che mostrano, a seconda del colore, quanto positiva è quella parte del frontale nei confronti del pedone. I colori utilizzati per la valutazione sono tre: verde, giallo e rosso. Dal 2011 questo test è ancora più rilevante ai fini della valutazione globale della sicurezza di un'auto, infatti se non si raggiunge il 60% non saranno assegnate le cinque stelle globali.

## Le prove d'impatto

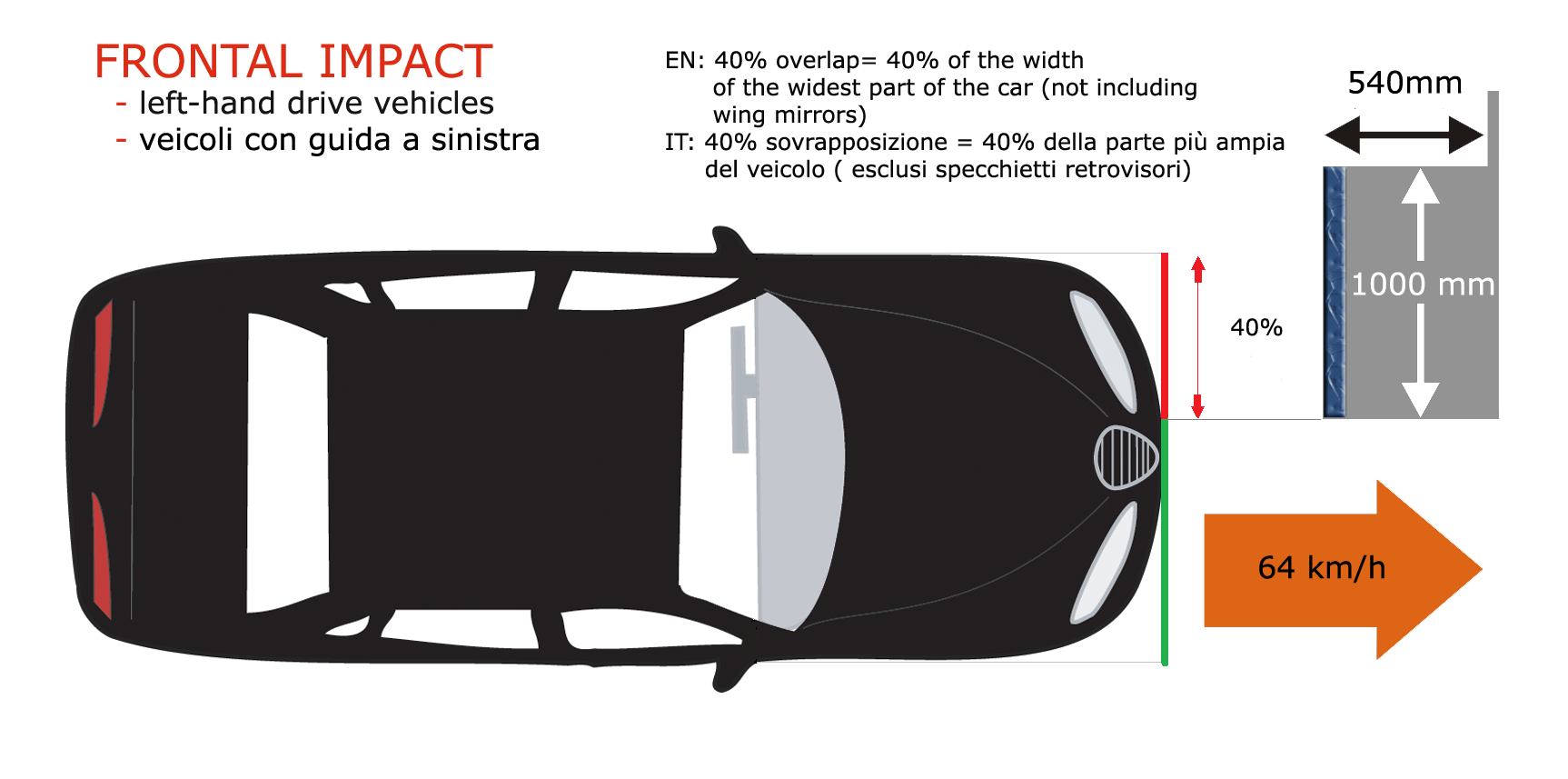
Figura 1.1 (impatto frontale)

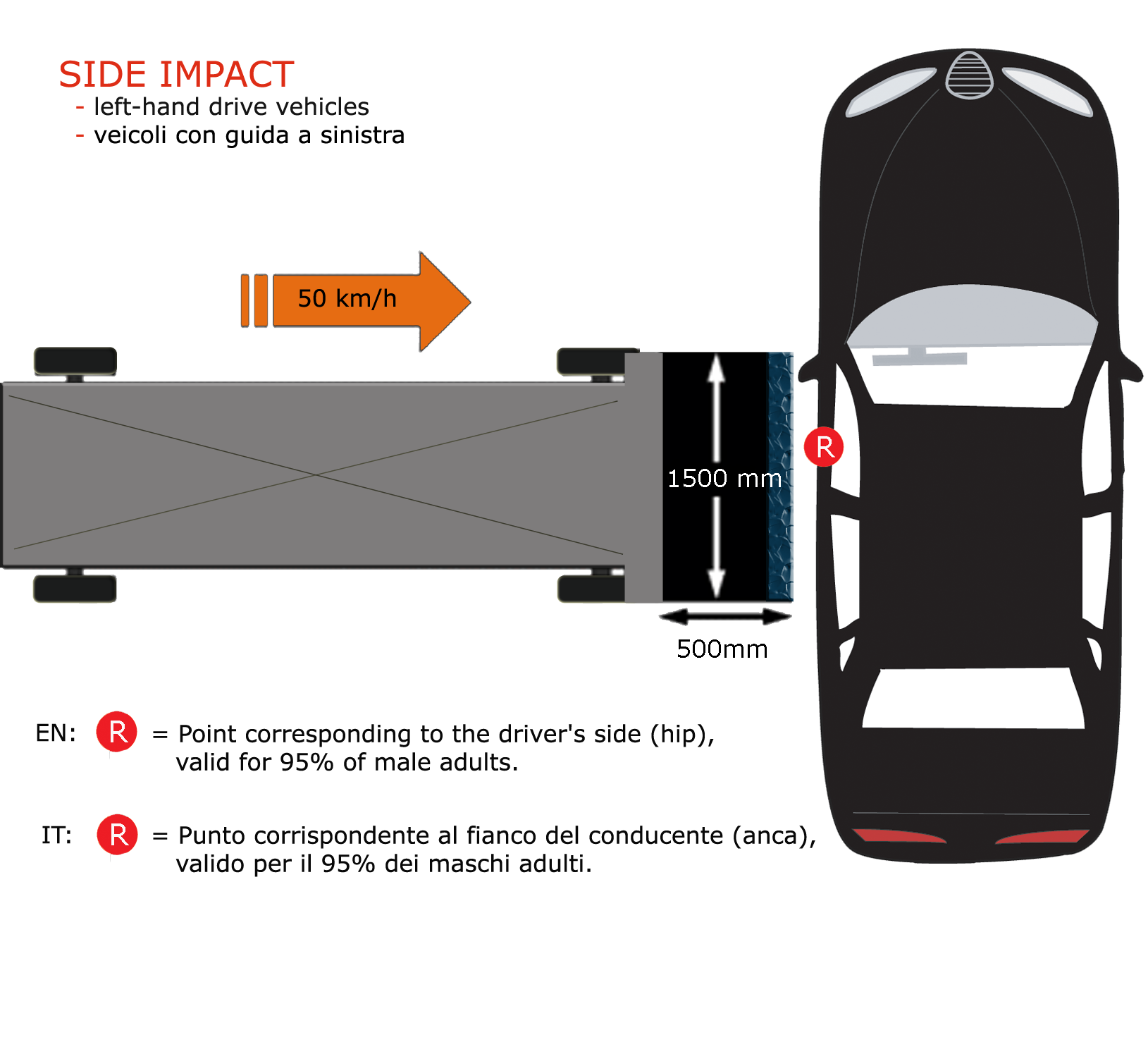
Figura 1.2 (impatto laterale)

Per valutare le doti di sicurezza, i veicoli vengono sottoposti a degli incidenti con parametri calcolati. Per questo i veicoli, gli ostacoli e soprattutto i manichini sono dotati di molteplici sensori che registrano e testimoniano il comportamento meccanico del corpo della vettura e le sollecitazioni a cui sono sottoposti gli occupanti durante il test. La vettura viene sostituita con una nuova a ogni crash test.
I manichini sono di tre tipologie: adulto, bambino, e adulto studiato specificamente per registrare gli urti posteriori.

### Test di urto frontale
Le prove di urto frontale sono effettuate lanciando l'auto a 64 km/h contro un ostacolo formato da un corpo rigido indeformabile al quale viene aggiunta una parte deformabile monouso. La posizione della vettura al momento dell'impatto con l'ostacolo è perfettamente studiata in modo che l'ostacolo sia spostato maggiormente dal lato del guidatore con questi parametri (figura 1.1): l'ostacolo ha una misura di 1 metro di larghezza per 54 cm di profondità, ma solo una parte di esso è in sovrapposizione con la vettura al momento dell'impatto. Tale percentuale viene calcolata sul 40% della larghezza della parte più ampia dell'automobile (non comprendendo gli specchietti retrovisori), quindi l'impatto non viene assorbito in modo omogeneo dal frontale del corpo della vettura. Questo sistema è risultato il metodo maggiormente efficace per verificare il comportamento della sicurezza passiva del veicolo e le capacità strutturali del corpo vettura stesso.

### Test di urto laterale
La prova di urto laterale viene effettuata a vettura ferma: l'auto viene colpita lateralmente da un ariete lanciato alla velocità di 50 km/h. I risultati vengono calcolati sul manichino posto nel sedile del conducente. Sebbene l'Euro NCAP abbia predisposto una terza prova specifica per la testa, anche questa è molto utile per rilevare la protezione del capo del conducente in caso di urto violento.
Il punto di collisione fra la vettura e l'ostacolo (Punto R nella figura 1:2) è corrispondente all'altezza del fianco del conducente quando si mette alla guida, più precisamente all'altezza dell'anca. Il punto varia da persona a persona (poiché i sedili sono regolabili avanti e indietro), ma quello standard usato dalla Euro NCAP è valido per circa il 95% delle persone che si mettono al volante.

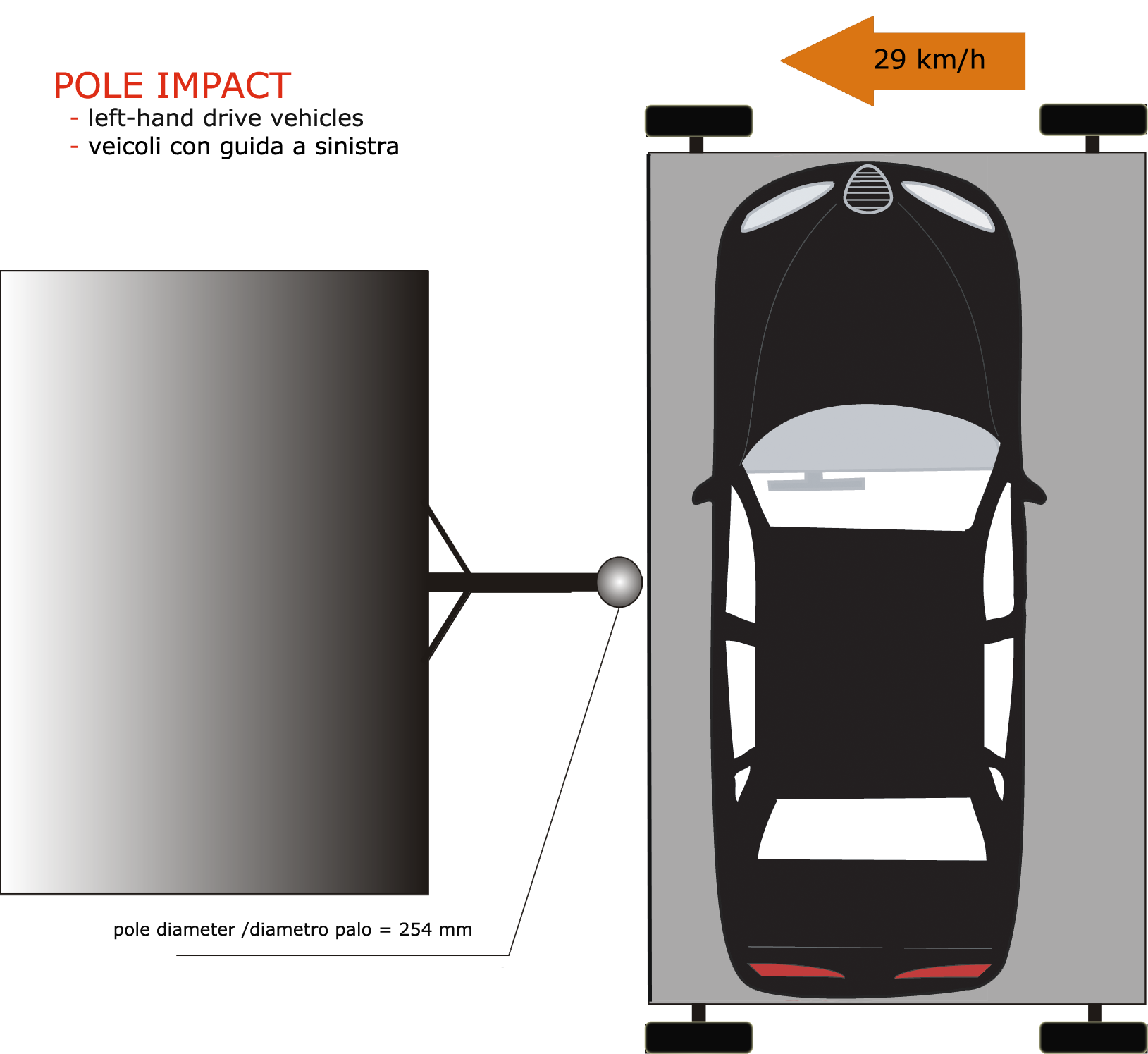
Figura 1.3 ("pole impact" parametri)

L'ariete lanciato contro la vettura presenta anch'esso una parte esterna deformabile che ricopre frontalmente (nella parte che andrà a urtare il fianco della vettura) un corpo indeformabile.

### Test per la testa
La prova laterale del palo di effetto viene usata per creare una grave situazione di urto contro un palo fisso indeformabile dal diametro di 254 mm (10 pollici) posto in corrispondenza della testa del conducente. L'auto viene ancorata a una pedana mobile che la fa muovere lateralmente contro il palo a una velocità di 29 km/h (fig 1.3). Il palo è relativamente stretto e questo gli permette di penetrare molto nel corpo vettura, permettendo così di verificare al meglio i sistemi di sicurezza adottati sulla vettura.

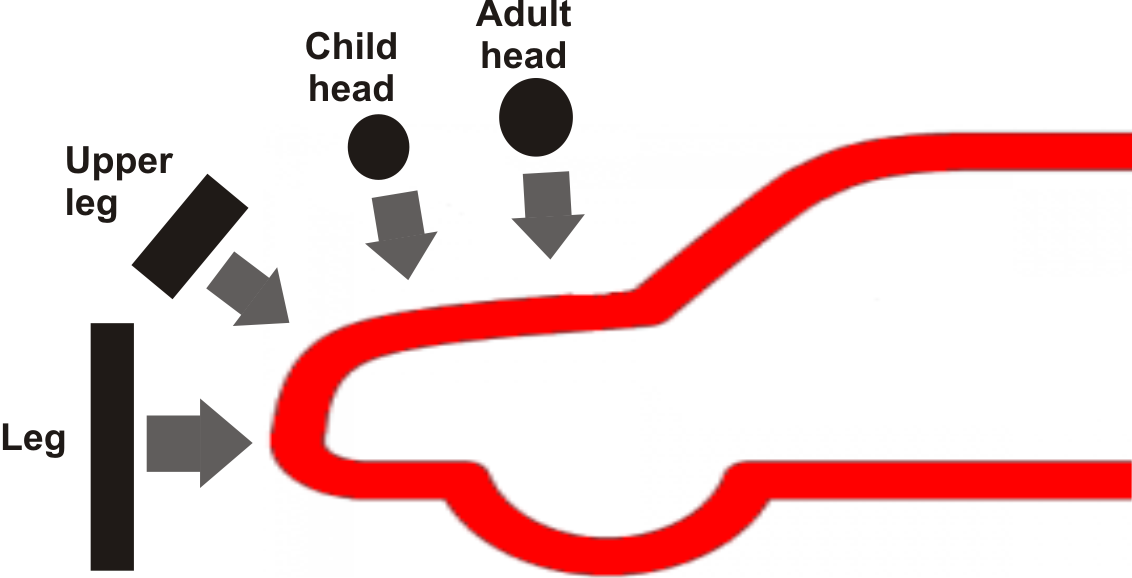
Figura 1.4 (parametri relativi all'urto con pedoni)

### Test pedoni
Le prove di urto per la sicurezza dei pedoni sono effettuate lanciando la vettura a una velocità di 40 km/h contro dei finti pedoni, calcolando le varie zone del frontale dell'auto che più riguardano i punti vitali di un pedone adulto e bambino (figura 1.4). Per il momento esso non influisce sull'omologazione dell'auto.

### Test per urto posteriore
Nel novembre 2008, alcune vetture sono state sottoposte per la prima volta a una simulazione di urto posteriore. Per questa prova sono stati utilizzati dei manichini speciali costruiti appositamente per questo tipo di incidente. Lo scopo del test è aumentare le capacità dei poggiatesta e dei sedili di ammortizzare l'urto e impedire il più possibile il cosiddetto "colpo di frusta".

### Test per tecnologie di sicurezza attiva

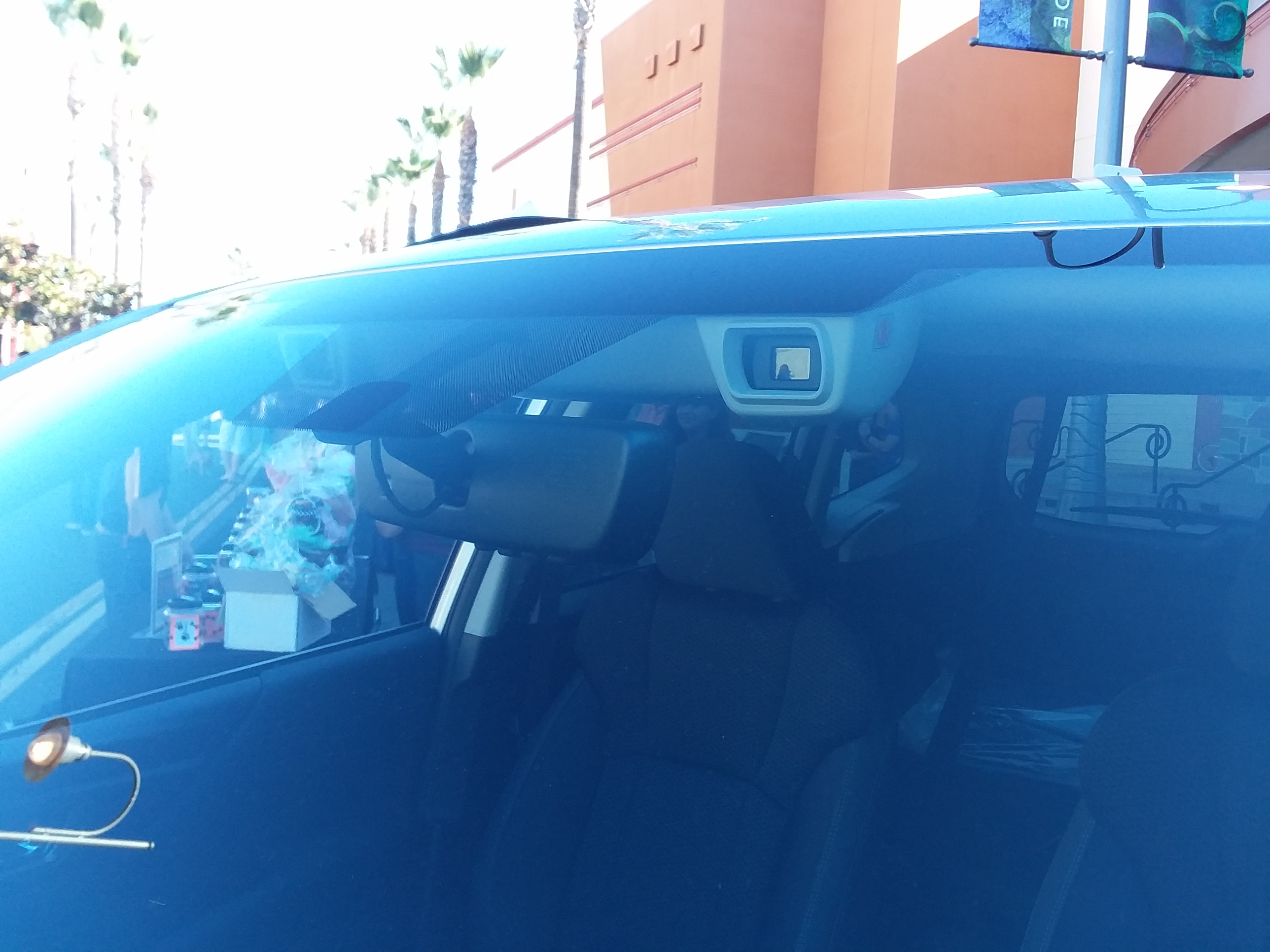
Un sistema di telecamere (EyeSight), montato su una Subaru Forester del 2018

Nel 2010, dopo l'avvento dell'AEB (frenata d'emergenza autonoma) nel SUV Volvo XC60 come standard, e dopo la significativa riduzione negli incidenti fatti in questa vettura, Euro NCAP ha deciso di introdurre nei test di sicurezza anche questa tecnologia.
Essa è frequentemente accompagnata dal LKA (controllo superamento corsia), che permette alla vettura di rilevare lo sbandamento tramite una o più telecamere, e correggerlo autonomamente.
Questi sistemi vengono valutati con quattro livelli: Nessun credito, sistema base, sistema avanzato, e sistema superiore. Queste valutazioni influiscono sul punteggio in stelle dell'autovettura.

## Protocolli
I risultati sono raggruppati in 15 classi di livello crescente:
- 1997-2002 (archivio)
- 2003-2007 (archivio)
- 2008 (archivio)
- 2009 (archivio)
- 2010-2011 (archivio)
- 2012 (archivio)
- 2013 (archivio)
- 2014 (archivio)
- 2015 (archivio)
- 2016-2017
- 2018-2019
- 2020-2022
- 2023-2025[8]
- 2026-2028[9]
- 2029+

Nel 2024 molte auto faranno un uso eccessivo dei touch screen, quindi questo sarà penalizzato dal 2026.